# Місіс Даутфайр
«Місіс Даутфайр» (англ. Mrs. Doubtfire)  — комедійний фільм режисера Кріса Коламбуса 1993 року з Робіном Вільямсом в головній ролі.

## Сюжет
Денієл Гілард (Робін Вільямс), талановитий актор дубляжу, який живе в Сан-Франциско. Денієл обожнює своїх дітей: Лідію (Ліза Джакуб), Кріса (Меттью Лоуренс) і Наталі (Мара Вілсон). Проте його часті вибрики дратують його дружину Міранду (Саллі Філд). Вона вважає його безвідповідальною дорослою дитиною. Після чергової витівки Денієла Міранда подає на розлучення. На суді їй надають опіку над дітьми, оскільки Денієл не має ні власного дому, ні роботи.
Пізніше Денієл дізнається, що Міранда хоче найняти хатню робітницю, щоб доглядати за дітьми. Він непомітно змінює номер телефону в оголошенні та кілька разів дзвонить їй імітуючи різні голоси. Останнього разу він представляється літньою шотландською нянею місіс Даутфайр. Міранда запрошує місіс Даутфайр на зустріч. Брат-гей та його партнер Джо допомагають Денієлу змінити зовнішність.
Ні Міранда, ані діти не впізнають Денієла в образі місіс Даутфайр, і Міранда наймає її (його) на роботу. Через короткий проміжок часу дивакувата няня стає невіддільною частиною сім'ї. Денієл знаходить роботу й прибирає свою неохайну квартиру. Але, коли він помічає нового залицяльника Міранди Стюарта Данмеєра (Пірс Броснан), його переповнюють ревнощі.
Одного разу, Кріс і Лідія випадково дізнаються, що місіс Даутфайр насправді їхній батько. Брат і сестра обіцяють приховати таємницю своєї няні.
Генеральний директор телестудії Джонатан Ланді (Роберт Проскі) запрошує Денієла на вечерю в Ресторан Bridges, щоб обговорити нові ідеї щодо одної з дитячих телепрограм. Усе б нічого, але Міранда запрошує місис Даутфайр на святкову вечерю, в той самий час і в те ж місце. В ході кількох переодягань та кумедних випадків у кінці вечері місіс Даутфайр випадково показує своє справжнє обличчя. Міранда в істериці разом із дітьми покидає ресторан.
В наступному слуханні у суді Міранді надають повну опіку над дітьми, а Денієлу дозволяють бачитися з ними тільки під наглядом і раз на тиждень.
Міранда, усвідомивши, що з місіс Даутфайр всім було набагато краще, пробачає Денієлу й дозволяє йому зустрічатись з дітьми в будь-який час і без нагляду.

## У ролях
- Робін Вільямс — Денієл Гілард / Місіс Юфіджиная Даутфайр
- Саллі Філд — Міранда Гілард, дружина
- Меттью Лоуренс — Крістофер Гілард, син
- Ліза Джакуб — Лідія Гілард, старша дочка
- Мара Вілсон — Наталі Гілард, молодша дочка
- Пірс Броснан — Стюарт Данмеєр

## Саундтрек
| Трек | Назва                             | Автор      | Час  |
| ---- | --------------------------------- | ---------- | ---- |
| 1.   | Mrs. Doubtfire                    | Говард Шор | 2:58 |
| 2.   | Divorce                           | Говард Шор | 2:56 |
| 3.   | My Name Is Elsa Immelman          | Говард Шор | 2:55 |
| 4.   | Meeting Mrs. Doubtfire            | Говард Шор | 2:14 |
| 5.   | Tea Time With Mrs. Sellner        | Говард Шор | 3:58 |
| 6.   | Dinner Is Served                  | Говард Шор | 2:18 |
| 7.   | Daniel And The Kids               | Говард Шор | 2:29 |
| 8.   | Cable Cars                        | Говард Шор | 4:56 |
| 9.   | Bridges Restaurant                | Говард Шор | 6:13 |
| 10.  | The Show's Over                   | Говард Шор | 3:26 |
| 11.  | The Kids Need You                 | Говард Шор | 3:21 |
| 12.  | Figaro_Papa's Got A Brand New Bag | Говард Шор | 3:23 |

Пісня, яку співає Робін Вільямс на початку фільму — «Largo al factotum» з опери «Севільський цирульник».

## Нагороди
| Рік  | Премія           | Категорія                                                   | Результат |
| ---- | ---------------- | ----------------------------------------------------------- | --------- |
| 1994 | Оскар            | Найкращий грим                                              | Перемога  |
| 1994 | Золотий глобус   | Найкращий фільм — комедія або мюзикл                        | Перемога  |
| 1994 | Золотий глобус   | Найкраща чоловіча роль (комедія або мюзикл) — Робін Вільямс | Перемога  |
| 1994 | БАФТА            | Найкращий грим/зачіска                                      | Номінація |
| 1994 | MTV Movie Awards | Найкраща комедійна роль — Робін Вільямс                     | Перемога  |
| 1994 | MTV Movie Awards | Найкраща чоловіча роль — Робін Вільямс                      | Номінація |

Фільм входить до списку ста найсмішніших американських фільмів за 100 років за версією Американського інституту кіномистецтва, в якому займає 67 позицію.